# Ladbyschiff

Grabhügel über dem Ladbyschiff

Freigelegte Überreste des Schiffsrumpfs

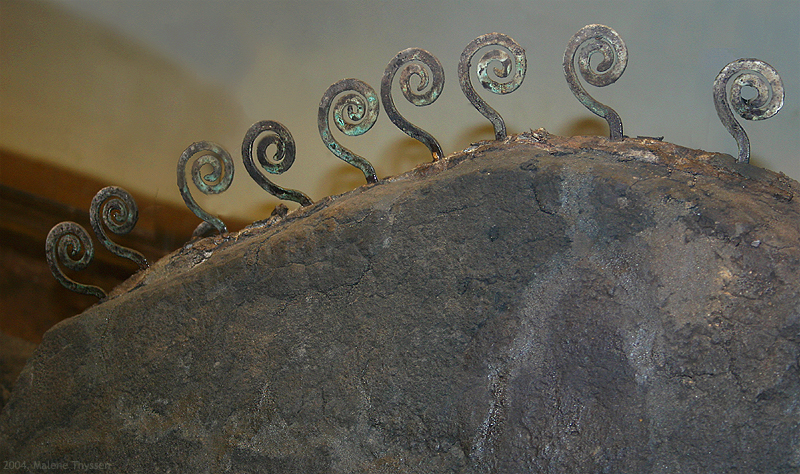
Drachenkopf-Steven

Eiserner Anker des Wikingerschiffes

Das Ladbyschiff (dän. Ladbyskibet) ist der archäologische Fund eines Wikingerschiffes in einem Schiffsgrab in Dänemark. Aufgrund der Grabbeigaben wird auf ein Häuptlingsgrab geschlossen, in dem um 925 ein Wikinger bestattet wurde.
Das Wikingerschiff von Ladby kann im Wikingermuseum von Ladby besichtigt werden. Es wurde zwischen 1934 und 1937 durch den Konservator Gustav Adolf Rosenberg (1872–1940) und den Apotheker Poul Helweg Mikkelsen in der Nähe des Kerteminde-Fjords im nordöstlichen Fünen freigelegt, erforscht und dokumentiert. Das lange Zeit einzige bisher aufgefundene Schiffsgrab Dänemarks aus der Wikingerzeit ist von einem Grabhügel bedeckt und nahezu exakt in Nord-Süd-Richtung ausgerichtet. Im Gegensatz zum Schiffsbegräbnis von Haithabu aus der zweiten Hälfte des 9. Jahrhunderts, bei dem ein Langschiff eine hölzerne Grabkammer bedeckt, ruht das Ladbyschiff auf seinem Kiel. In beiden Fällen finden sich Pferde als Grabbeigaben.

## Das Schiff
Vom Schiff sind nur der Abdruck in der Erde und eiserne Nägel der Beplankung erhalten. Reparaturstellen weisen darauf hin, dass es in Gebrauch war und nicht eigens für das Begräbnis hergestellt wurde. Der Rumpf war etwa 22 m lang und 3 m breit. Bei einer Mittschiffshöhe von rund einem Meter hatte das Fahrzeug einen Tiefgang von 50 cm. Oberhalb des flachen Kiels befanden sich pro Seite sieben verschieden breite Eichenplanken. Insgesamt bot das Schiff Platz für 32 Ruderer, die 16 Riemen bedienten. Reste eines Schiffsmastes haben sich nicht erhalten, dafür aber Wantenringe. Es ist daher anzunehmen, dass es nur bei leichter Brise gesegelt wurde, da sonst wegen des schlanken Rumpfes Kentergefahr bestand. Vorteil des niedrigen Freibords und der schlanken Rumpfform war aber, dass sich das Schiff ausgezeichnet zum Rudern eignete.
Die Steven des Schiffs waren verziert: Am Vordersteven befanden sich in einer Reihe zehn kleine, aufgerollte eiserne Bänder, wahrscheinlich Mähnenlocken im Nacken eines geschnitzten Drachenkopfes. Am Achtersteven befanden sich krumme Eisenbeschläge mit lanzenähnlichen Eisenspitzen, die den Schwanz dargestellt haben können (vgl. auch die Abbildung eines Drachenschiffs im Artikel Wikingerschiff).
Des Weiteren befand sich am Vordersteven ein völlig unbeschädigter, 1,36 m langer eiserner Anker mit einer rund zehn Meter langen Ankerkette.

## Funde

### Skelettreste
Die Grabstätte des Wikingerfürsten war vermutlich hinter der Schiffsmitte; es sind jedoch keine menschlichen Skelettreste erhalten geblieben, da das Schiffsgrab von Grabräubern heimgesucht wurde. Durch diesen antiken Grabraub wurde das Achterschiff stark zerstört.
Im unversehrteren Vorschiff wurden elf relativ kleine Pferdeskelette gefunden; drei an Steuerbord, zwei am Kiel, sechs an Backbord. Eines davon befand sich in besonderer Lage: Es lag in der Schiffsmitte nahe dem eigentlichen Grab und es ist davon auszugehen, dass es sich um ein Reitpferd handelte. Unterhalb der Pferdeskelette befanden sich die Skelette von Hunden.

### Reitgeschirr und -zubehör
Gefunden wurde das Geschirr eines Reitpferdes: Die Metallteile waren aus Eisen mit einer aufgelegten Zierde aus Zinn und Kupfer. Die Riemen waren mit feinen Beschlägen, überzogen mit Bronze oder Zinn, ausgestattet. Ein Zügel bestand aus kleinen eisernen Kettengliedern, die mit bronzenen Kugeln verbunden waren. Andere Zügel hatten eiserne Ringe, die durch Riemenstücke mit bronzebekleideten eisernen Beschlägen und dicht sitzenden kleinen Zinnknöpfen verbunden waren. Außerdem fand man drei intakte Sätze Pferdegeschirr, bestehend aus Steigbügel, Kopfgeschirr, Trense, Zügel, Beschlägen und Schnallen für Lederriemen. Auch wurde Hundegeschirr für vier Jagdhunde gefunden, auf deren Lederriemen kleine, ornamentierte, bronzene Kugeln als Schieber und rotierende Ringe aus vergoldeten Bronzeplatten an den Hundehalsbändern befestigt waren.

### Kleidung
Gefunden wurden gröbere und feinere Textilreste, geflochtene Goldfäden, kleine Quasten aus Silberfäden und kleine, von Gold- und Silberfäden umkränzte Platten aus Goldblech. Dies deutet auf eine kostbare Kleidung hin. Auch wurden Federn, Daunen und Haarbüschel gefunden. Ob diese einst eine Kissenfüllung darstellten, ist nicht mit Sicherheit zu bestimmen.

### Waffen und Geräte
Es hat sich kein Schwert erhalten, sondern nur ein gewöhnlicher Schildbuckel und 45 Pfeilspitzen außerhalb der Bootsreling. Hinter den Pferden auf der Steuerbordseite befand sich eine kleine eiserne Axt. Ausgegraben wurden auch Teile versilberter Eisenstangen mit knopfartigen Erhöhungen aus massivem Silber, die ganz mit Blatt- und Tierornamentik verziert sind.

### Weitere Grabbeigaben
An Tafelgeschirr wurden ein großes, eisenbeschlagenes Holzgefäß, gröberes Küchengeschirr, eine Bronzeschale und Teller aus massivem Silber mit eingeritzten Bandschlingen und Randvergoldung gefunden.